# Reinhold Prussas
Reinhold Prussas (* 21. Oktober 1942) ist ein ehemaliger deutscher Fußballspieler. Von 1964 bis 1974 spielte er in der DDR-Liga, der 2. Liga im DDR-Fußball. 

## Sportliche Laufbahn
Mit 22 Jahren bestritt Reinhold Prussas 1964/65 bei der Betriebssportgemeinschaft (BSG) Motor Bautzen seine ersten Spiele in der DDR-Liga. In den 30 ausgetragenen Punktspielen wurde er 17-mal eingesetzt und erzielte drei Tore. In der Saison 1965/66 gehörte er bereits zur Stammelf, denn er wurde in allen 30 Ligaspielen eingesetzt. Er spielte sowohl als halbrechter wie als halblinker Stürmer und kam erneut zu drei Toren.
Nach einem Zwischenspiel beim DDR-Ligisten BSG Chemie Zeitz, wo Prussas 1966 zwölf der 15 Hinrundenspiele absolvierte und seine obligatorischen drei Tor schoss, wechselte er zur Rückrunde innerhalb der DDR-Liga zur Fußballspielvereinigung (FSV) Lokomotive Dresden. Nachdem er dort 1967 und 1967/68 nur 24 der 45 Ligaspiele absolviert hatte, allerdings fünf Tore erzielte, gehörte er in der Spielzeit 1968/69 mit 29 von 30 ausgetragenen Ligaspielen und drei Toren zum Spielerstamm der FSV. Nach diesem Hoch baute Prussas von Saison zu Saison immer mehr ab und bestritt innerhalb von fünf Spielzeiten mit insgesamt 124 Ligaspielen nur noch 26 Begegnungen mit fünf Torerfolgen. Nach insgesamt 79 DDR-Liga-Spielen und 13 Toren für die FSV Lok Dresden beendete Reinhold Prussas im Alter von 31 Jahren seine Laufbahn im höherklassigen Fußball.